# A Catástrofe do Balão "Le Pax"
A Catástrofe do Balão 'Le Pax'
O dirigível Pax
A Catástrofe do Balão "Le Pax" (em francês:  Catastrophe du Ballon 'Le Pax') foi um curta mudo de 1902 dirigido por Georges Méliès. Foi lançado pela Star Film Company e tem o número 398 em seus catálogos.
O filme é a recriação da catástrofe real que ocorreu em Paris dia 12 de maio de 1902. As 5 a.m daquele dia, o inventor Brasileiro Augusto Severo de Albuquerque Maranhão e seu mecánico, M. Saché, decolaram no dirigível Pax. Eles esperavam voar de Paris até Issy-les-Moulineaux. Entretanto, enquanto os aeronautas ainda estavam sobre Paris com cerca de 400 metros de altitude, o motor parou e o dirigível explodiu. Tanto Severo e Saché foram mortos.
A Catástrofe do Balão "Le Pax" é o penultimo dos "noticiários reconstruídos" do Méliès (recriações de eventos reais), feitos entre A erupção do Monte Pelee e A coroação de Eduardo VII. Atualmente é considerado perdido.

## References
1. 1 2  Malthête, Jacques; Mannoni, Laurent (2008), L'oeuvre de Georges Méliès, ISBN 9782732437323, Paris: Éditions de La Martinière, p. 344
2. ↑  «Complete Catalogue of Genuine and Original "Star" Films» (em inglês). 1905: 10. doi:10.7282/T3CR5TJ3. Resumo divulgativo
3. ↑  Malthête & Mannoni 2008, p. 28
4. ↑  Lecornu, Joseph Louis (1903), La navigation aérienne: histoire, documentation et anecdotique (em francês), Paris: Nony, pp. 465–467, consultado em 6 de dezembro de 2014
5. ↑  Rosen, Miriam (1987), «Méliès, Georges», in:  Wakeman, John, World Film Directors: Volume I, 1890–1945, New York: The H. W. Wilson Company, p. 755

## Ligação externa
- A Catástrofe do Balão "Le Pax". no IMDb.